# Eohaustorius sawyeri
Eohaustorius sawyeri är en kräftdjursart som beskrevs av Bosworth 1973. Eohaustorius sawyeri ingår i släktet Eohaustorius och familjen Haustoriidae. Inga underarter finns listade i Catalogue of Life.